# San Francesco al Campo
San Francesco al Campo (piemontiul: San Fransesch) egy olasz község Piemont régióban, Torino megyében 21 km-re Torinótól.

## Fordítás
- Ez a szócikk részben vagy egészben  a   San Francesco al Campo című olasz Wikipédia-szócikk fordításán alapul.  Az eredeti cikk szerkesztőit annak laptörténete sorolja fel. Ez a jelzés csupán a megfogalmazás eredetét és a szerzői jogokat jelzi, nem szolgál a cikkben szereplő információk forrásmegjelöléseként.